# Ben Ellwood
Ben Ellwood (* 12. März 1976 in Canberra) ist ein ehemaliger australischer Tennisspieler.

## Karriere
Ellwood feierte als Jugendlicher große Erfolge, so stand er bei jedem Grand-Slam-Turnier in der Hauptrunde der Junioren. 1993 schied er in Wimbledon im Halbfinale des Junioreneinzels gegen Răzvan Sabău und bei den US Open im Juniorenhalbfinale gegen Steven Downs aus. Im Folgejahr gewann Ellwood den Juniorentitel der Australian Open. Außerdem gewann er drei weitere Einzeltitel bei internationalen Juniorenturnieren. Im Doppel gewann er 1994 an der Seite von Mark Philippoussis die Juniorenkonkurrenzen der Australian Open und von Wimbledon sowie gemeinsam mit Nicolás Lapentti den Titel der US Open.
Ab 1993 trat Ellwood bei professionellen Turnieren der Senioren an und bereits bei seiner ersten Challengerteilnahme in Perth spielte er sich mit Mark Philippoussis in das Finale, welches sie gegen Paul Kilderry und Brent Larkham verloren; eine Woche später wiederholten die beiden dieses Ergebnis in Adelaide, wo sie Joshua Eagle und Andrew Florent im Finale unterlagen. Im Folgejahr holten Philippoussis und er den Challenger von Perth den ersten Titel. Früher in diesem Jahr spielten die beiden ihr erstes gemeinsames Turnier der ATP World Tour in Tokio, verloren aber das Erstrundenmatch.
Im Jahr 1996 holte Ellwood seinen ersten Challengertitel im Einzel, als er in Bristol im Finale Nick Weal besiegte. Zwei Wochen später folgte sein zweiter Challengertitel in Manchester, dies waren seine einzigen Titel im Einzel. 
Gemeinsam mit dem Südafrikaner David Adams erreichte er 2002 sein einziges Doppelfinale auf der ATP World Tour in Delray Beach; sie verloren gegen Martin Damm und Cyril Suk. Im Doppel holte er bis 2002 insgesamt sechs Challengertitel und war damit erfolgreicher als im Einzel. 
Nach 2003 trat er bei keinem hochklassigen Turnier mehr an.

## Erfolge
| \| Legende \| \| Grand Slam \| \| Tennis Masters Cup \| \| ATP Masters Series \| \| ATP Championship Series ATP International Series Gold \| \| ATP World Series ATP International Series \| \| ATP Challenger Series (8) \| |
| Legende |
| Grand Slam |
| Tennis Masters Cup |
| ATP Masters Series |
| ATP Championship Series ATP International Series Gold |
| ATP World Series ATP International Series |
| ATP Challenger Series (8) |

### Einzel

#### Turniersiege
| Nr. | Datum         | Turnier    | Belag | Finalgegner   | Ergebnis |
| --- | ------------- | ---------- | ----- | ------------- | -------- |
| 1.  | 8. Juli 1996  | Bristol    | Rasen | Nick Weal     | 6:4, 6:3 |
| 2.  | 15. Juli 1996 | Manchester | Rasen | Fernon Wibier | 6:4, 6:4 |

### Doppel

#### Turniersiege
| Nr. | Datum            | Turnier    | Belag     | Partner            | Finalgegner                        | Ergebnis        |
| --- | ---------------- | ---------- | --------- | ------------------ | ---------------------------------- | --------------- |
| 1.  | 5. Dezember 1994 | Perth      | Rasen     | Mark Philippoussis | Wayne Arthurs Neil Borwick         | 7:5, 7:6        |
| 2.  | 3. August 1998   | Lexington  | Hartplatz | Lleyton Hewitt     | Paul Goldstein Jim Thomas          | 5:7, 6:3, 6:2   |
| 3.  | 4. Juni 2001     | Surbiton   | Rasen     | David Adams        | Jeff Coetzee Marcos Ondruska       | 7:65, 6:4       |
| 4.  | 16. Juli 2001    | Manchester | Rasen     | Fredrik Loven      | Wesley Moodie Shaun Rudman         | 4:6, 7:5, 6:4   |
| 5.  | 28. Januar 2002  | Brest      | Hartplatz | Stephen Huss       | Jonathan Erlich Andy Ram           | 6:1, 6:4        |
| 6.  | 4. Februar 2002  | Breslau    | Hartplatz | Stephen Huss       | Aleksandar Kitinov Johan Landsberg | 6:73, 7:5, 7:66 |

#### Finalteilnahmen
| Nr. | Datum         | Turnier      | Belag     | Partner     | Finalgegner           | Ergebnis          |
| --- | ------------- | ------------ | --------- | ----------- | --------------------- | ----------------- |
| 1.  | 10. März 2002 | Delray Beach | Hartplatz | David Adams | Martin Damm Cyril Suk | 6:4, 6:75, [10:5] |